# Tungsenia
Tungsenia (Cá Đông Sinh) là một chi cá xương dạng động vật bốn chân cơ sở đã tuyệt chủng, được biết đến từ thống Devon hạ ở Chiêu Thông, đông bắc tỉnh Vân Nam, Trung Quốc. Di cốt của nó được phát hiện tại thành hệ Pha Tùng Trùng. Nó là động vật dạng bốn chân cơ sở nhất đã biết tới nay.